# Syllis ramosa
Syllis ramosa är en ringmaskart som beskrevs av McIntosh 1879. Syllis ramosa ingår i släktet Syllis och familjen Syllidae.
Artens utbredningsområde är havet kring Nya Zeeland. Inga underarter finns listade i Catalogue of Life.